# 伊格拉德拉谢拉
伊格拉德拉谢拉，是西班牙安达卢西亚自治区韦尔瓦省的一个市镇。总面积25平方公里，总人口1284人（2001年），人口密度51人/平方公里。